# 강명관
강명관(姜明官, 1958년 - )은 대한민국의 한문학자이자 대학교수이다. 부산 출신으로 부산대학교 국어교육과를 졸업하고 성균관대학교 한문학과 대학원에서 박사 학위를 받았다. 현재 부산대학교 한문학과 교수로 있다. 
박사학위논문인 《조선후기여항문학연구》를 쓴 후, 민족주의와 내재적발전론에 큰 회의를 느끼고 이후 민족주의가 대한민국의 국학에 어떠한 질곡이 되었는가를 집중적으로 연구했다. 교양서도 많이 썼는데 한문학을 재해석, 공격적인 문체로 기득권층을 비판하는 내용이 많다. 

## 저서
- 《조선 후기 여항문학 연구》, 창작과비평사, 1997
- 《조선시대 문학예술의 생성공간》, 소명출판, 1999
- 《근대계몽기 시가자료집1, 2, 3》, 성균관대학교출판부, 2000
- 《조선사람들, 혜원의 그림 밖으로 걸어나오다》, 푸른역사, 2001
- 《조선의 뒷골목 풍경》, 푸른역사, 2003
- 《옛글에 빗대어 세상을 말하다》, 길, 2006
- 《책벌레들 조선을 만들다》, 푸른역사, 2007
- 《안쪽과 바깥쪽》, 소명출판, 2007
- 《국문학과 민족 그리고 근대》, 소명출판, 2007
- 《공안파와 조선 후기 한문학》, 소명출판, 2007
- 《농암잡지평석》, 소명출판, 2007
- 《한양가 - 100대 한글 문화유산 78》, 신구문화사, 2008
- 《열녀의 탄생》, 돌베개, 2009
- 《시비를 던지다》, 한겨레출판, 2009
- 《사라진 서울》, 푸른역사, 2010
- 《조선풍속사 1,2,3》, 푸른역사, 2010
- 《성호, 세상을 논하다》, 자음과모음, 2011
- 《그림으로 읽는 조선 여성의 역사》, 휴머니스트, 2012
- 《고전의 힘》, 꿈결, 2013 (공저)
- 《침묵의 공장》, 천년의 상상, 2013
- 《조선시대 책과 지식의 역사》, 천년의 상상, 2014
- 《한국학의 학술사적 전망 1》, 소명출판, 2014 (공저)
- 《홍대용과 1766년》,  한국고전번역원, 2014
- 《이 외로운 사람들아》,  천년의 상상, 2015
- 《조선에 온 서양물건들》,  휴머니스트, 2015
- 《동서양 그림에서 사랑의 비밀을 읽다》,  심미안, 2016 (공저)
- 《신태영의 이혼소송 1704 ~ 1713》,  휴머니스트, 2016
- 《왕의 기록, 나라의 일기 조선왕조실록》,  문학동네어린이, 2016
- 《독서한담》,  휴머니스트, 2016